# 南开大学津南校区
38°59′13″N 117°20′49″E / 38.987076°N 117.347003°E
南开大学津南校区，也称南开大学新校区，是南开大学于2015年9月5日正式启用的新校区。南开大学津南校区坐落在天津市津南区海河中游的海河教育园区内，毗邻天津大学北洋园校区，因位于天津市津南区且南开大学抗日战争时期曾在重庆市沙坪坝建设津南村双重涵义而得名。

## 历史沿革
2008年11月28日，南开大学联合天津大学向天津市人民政府提交了“关于尽快启动新校区规划和建设的请示”，建议将两校新校区建设列为金融危机期间天津市拉动内需的重点项目。
时任天津市市委书记张高丽和市长黄兴国做出批示，要求把两校新校区选址在天津市中心城区和滨海新区之间，并要求主管天津市城乡规划和建设的副市长熊建平以及天津市规划局尽快提出具体方案意见。2009年7月13日，天津市规划局编制的《天津市海河教育园区规划设计方案》通过媒体和天津市规划展览馆公布，向社会各界征求意见。
2010年3月，教育部部长袁贵仁与天津市市长黄兴国签署了教育部、天津市共建天津大学、南开大学新校区和共建国家职业教育改革创新示范区的两份共建协议，对海河教育园区两期的建设问题进行了约定。海河教育园区的二期工程即为“教育部直属高校示范区”，即南开大学和天津大学的新校区和天津市高端科技研发创新示范区。
2015年9月5日，南开大学津南校区正式启用。
2016年3月，网络上逐渐曝出南开大学津南校区廊桥沉降、建筑表面返碱、石材脱落等建筑质量问题，引发在校师生及校友的关注与讨论。4月，校方开始组织检修整改。
2016年10月，“木斋馆、秀山堂、思源堂复建奠基仪式”在南开大学津南校区举行，秀山堂将与木斋馆、思源堂等三座南开大学校史上重要的历史建筑在南开大学津南校区复建。

## 学院设置
根据规划，南开大学在八里台本部不拥有独立楼宇的学院将陆续搬迁至津南校区。历史学院、哲学院、法学院、周恩来政府管理学院、马克思主义教育学院、计算机学院、人工智能学院(College of Artificial Intelligence)、网络空间安全学院、电子信息与光学工程学院、环境科学与工程学院、医学院、软件学院、旅游与服务学院、经济与社会发展研究院、药学院、汉语言文化学院、金融发展研究院、机器人与信息自动化研究所(IRAIS)等将迁入南开大学津南校区。
2015年，金融学院和材料科学与工程学院在津南校区相继成立。
- 南开大学金融学院
- 南开大学法学院
- 南开大学津南校区图书馆
- 南开大学大通学生中心